# SC 바스티아
SC 바스티아(코르시카어: Sporting Club di Bastia, SC Bastia)는 코르시카 섬의 바스티아를 연고로 하는 프랑스의 축구 클럽이다. 2017년에 재정 문제로 1부 리그인 리그 1에 참가한지 다섯 시즌만에 5부 리그인 나시오날 3으로 강등되었고, 차례대로 승격하며 현재 리그 2에 참가중이다. 바스티아 내에 위치한 스타드 아르망 세사리를 연고로 한다.
바스티아의 클럽 역사상 최고 성적은 UEFA컵 1977-78 시즌 준결승에 오른 것이였다. 팀은 아쉽게도 네덜란드 클럽 PSV 에인트호번에 지고 말았다(홈에서 0-0 무승부, 원정에서 3-0 패배). 국내에서는 2부 리그를 1968년과 2012년에 두 차례, 쿠프 드 프랑스를 1981년에 한 차례 우승한 바가 있다. 클럽 초창기 시절에는 "코르시카 리그"를 17 차례 우승했었다. 바스티아의 라이벌은 경쟁 상대는 아작시오이고 그들 간의 더비 경기를 코르시카 더비라고 부른다.
바스티아는 2001년 이후로 프랑스의 사업가 피에르마리 제로니미(Pierre-Marie Geronimi)가 소유했었다.
바스티아는 리그 1 2016-17 시즌에 최종 20위를 기록하여 당초 리그 2로 강등되었으나 바스티아가 재정 문제가 심각해서 리그 경영관리 감독국(DNCG)이 SC 바스티아의 신분을 프로축구팀에서 아마추어 축구팀으로 강등변경 처분하였다. SC 바스티아는 파산하여 해산되고 대주주 변경으로 새로운 법인으로 설립되어서 2017-18 시즌부터 나시오날 3(프랑스 5부리그)로 최종 강등되어서 시작하였다. 바스티아는 나시오날 3의 PACA-코르스(프로방스-알프-코트다쥐르+코르시카) 그룹에 편성되었다.

## 성적

### 프랑스 국내 대회
- 리그 2
  - 우승 (2회): 1967-68, 2011-12
- 샹피오나 나시오날
  - 우승 (2회): 2010-11, 2020-21
- 쿠프 드 프랑스: 우승 1회 (1981), 준우승 2회 (1972, 2002)
- 쿠프 드 라 리그: 준우승 1회 (1995)
- 트로페 데 샹피옹: 우승 1회 (1972)
- 코르시카 지역 챔피언십: 우승 17회 (1922, 1927, 1928, 1929, 1930, 1931, 1932, 1935, 1936, 1942, 1943, 1946, 1947, 1949, 1959, 1962, 1963)

### 유럽 대회
- UEFA컵: 준우승 1회 (1978)
- UEFA 인터토토컵: 우승 1회 (1997)

## 선수 명단

### 현역
참고: FIFA 자격 규정에 따라 소속된 국가대표팀 국기를 표시합니다. 선수는 복수의 FIFA 비회원국 국적을 가지고 있을 수 있습니다.
| 번호 | 포지션 | 국적         | 이름                        |
| ---- | ------ | ------------ | --------------------------- |
| 2    | MF     | 코트디부아르 | 크리스 라비넬 이나오 울라이 |
| 3    | DF     | 콜롬비아     | 후안 호세 게바라            |
| 22   | FW     | 마르티니크   | 제레미 세바스               |
| 28   | DF     | 토고         | 귀스타브 아쿠에손           |

| 번호 | 포지션 | 국적 | 이름 |
| ---- | ------ | ---- | ---- |

## 역대 감독
| 감독            | 임기 |
| --------------- | ---- |
| 클로드 마켈렐레 | 2014 |
| 프레데리크 네   | 2019 |